# Achill Sound
Gob an Choire ou Gob a'Choire  (nom anglais :  Achill Sound ), anciennement anglicisé en Gubacurra, est un  village Gaeltacht du comté de Mayo, en  Irlande. Il se trouve sur la côte est de l'île d'Achill. C'est la première agglomération que l'on atteint après avoir traversé le pont Michael Davitt, un pont tournant qui relie l'île d'Achill à la péninsule de Corraun sur le continent. Autrefois, l'entrée sud était gardée par le château de Carrickkildavnet.
Achill Sound est également le nom de la voie navigable qui sépare l'île d'Achill de l'île d'Irlande.

## Transport

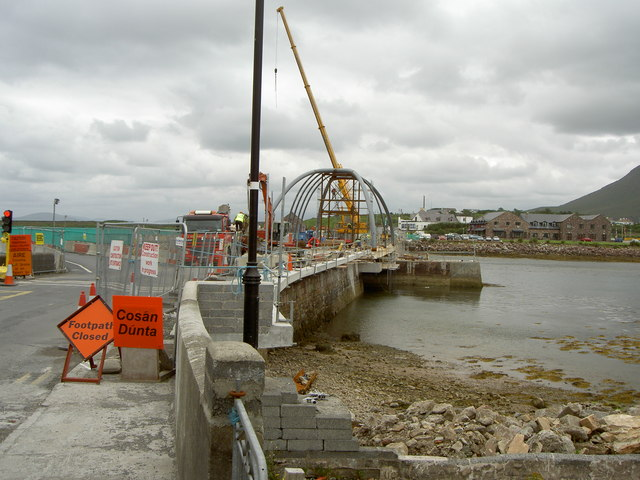
Le pont Michael Davitt.

Achill Sound est situé sur la route régionale R319.
La ligne 440 des Bus Éireann, Dooagh - Westport - Aéroport de Knock (Ireland West Airport Knock), fonctionne une fois par jour dans chaque direction, sauf le dimanche. La ligne 52 « Expressway » offre un trajet en soirée dans chaque sens vers / depuis Westport et Galway.